# 腾冲豆腐柴
腾冲豆腐柴（学名：Premna scoriarum）为马鞭草科豆腐柴属下的一个种。属于乔木或灌木植物，高达20米，分布在云南西部，缅甸。

## 扩展阅读
- 維基物種上的相關：腾冲豆腐柴